# Klaus Zernack
Klaus Zernack (* 14. Juni 1931 in Berlin; † 3. November 2017 ebenda) war ein deutscher Historiker, dessen Forschungsschwerpunkt auf Ostmitteleuropa und Osteuropa lag. Er wirkte unter anderem als Lehrstuhlinhaber in Frankfurt am Main und Berlin. Zernack hatte wesentlichen Anteil am Paradigmenwechsel von der deutschen „Ostforschung“ zur modernen Ostmitteleuropa-Forschung.

## Leben und Wirken
Geboren als Sohn eines Polizisten, erlebte er das Kriegsende in Berlin, wo er 1949 auch Abitur machte. Anschließend studierte er Geschichtswissenschaft, Slavistik, Germanistik und Philosophie an der Freien Universität Berlin, in Münster und Uppsala (bis 1956). In Münster bestand er 1955 bei Werner Conze das Staatsexamen mit einer Arbeit über die Anfänge des ständigen Gesandtschaftswesens in Nordosteuropa. Im Jahr 1956 wurde er Wissenschaftlicher Assistent in Gießen. In Münster wurde er 1957 mit einer von Herbert Ludat betreuten Arbeit über die diplomatischen Beziehungen zwischen Schweden und Moskau von 1675 bis 1689 promoviert. Von 1957 bis 1963 war er sechs Jahre lang Lehrbeauftragter für Schwedisch an der Universität. Im Jahr 1964 folgte die Habilitation über slawische Volksversammlungen im Mittelalter bei Herbert Ludat an der Universität Gießen, wo er seine Lehrtätigkeit begann und 1966 Wissenschaftlicher Rat und Professor wurde. Von 1966 bis 1978 war Zernack ordentlicher Professor für Osteuropäische Geschichte an der Universität Frankfurt am Main, wo er auch Seminardirektor war, von 1978 bis 1984 in Gießen. Zuletzt war er ab 1984 ordentlicher Professor für die Geschichte deutscher Beziehungen zu Nordosteuropa und Ostmitteleuropa am Friedrich-Meinecke-Institut der Freien Universität Berlin. Zu seinen akademischen Schülern gehören neben vielen anderen Christian Lübke, Jörg Hackmann, Michael G. Müller, Frithjof Benjamin Schenk, Martin Schulze Wessel und Gregor Thum.
Zernacks Forschungs- und Arbeitsschwerpunkte waren die Geschichte der deutsch-polnischen Beziehungen, das Handbuch der Geschichte Rußlands, die Hohenzollernmonarchie und die Geschichte Polens, Stanislaw August Poniatowski, Geschichte der polnischen Geschichtswissenschaft sowie vergleichende Studien zur Geschichte der deutschen und der polnischen Landesgeschichtsschreibung über das historische Ostdeutschland. Seine Forschungen erstrecken sich zeitlich vom Mittelalter bis ins 20. Jahrhundert. Zernack gab seit Mitte der 1960er Jahre der deutschen Osteuropaforschung ein neues Gesicht, indem er sie allmählich von der zuvor dominierenden „Ostforschung“ löste, die ihren Schwerpunkt auf die Rolle der Deutschen in der Geschichte Osteuropas gelegt hatte. Dies galt insbesondere für die Behandlung der Geschichte Polens und wurde besonders deutlich in seiner Arbeit in der Deutsch-Polnischen Schulbuchkommission der UNESCO, deren deutscher Vorsitzender er von 1987 bis 2000 war.
Zernack legte 1977 erstmals eine Einführung in die osteuropäische Geschichte vor. Zernack setzte sich darin kritisch mit der deutschen Ostforschung der Weimarer Zeit und ihrer Nähe zum Nationalsozialismus auseinander. Zernack warf der „Ostforschung“ in der unmittelbaren Nachkriegszeit einen allzu unreflektierten Umgang mit ihrer Vergangenheit vor. Eine weitere wichtige Veröffentlichung ist seine Darstellung Polen und Rußland. Zwei Wege in der europäischen Geschichte von 1994. Zernack stellte erstmals die Geschichte Polens und die Geschichte Russlands in ihren Wechselbeziehungen dar. Zernack vertrat die These einer „negativen Polenpolitik“ Preußens / Deutschlands wie auch Russlands, die als entscheidende Voraussetzung für deren Aufstieg zu Großmächten diente und das Selbstbestimmungsrecht Polens infrage stellte. Mit seinem Konzept der „Beziehungsgeschichte“ am Beispiel Deutschland und Polen legte er eine Alternative zu den vorherrschenden nationalgeschichtlichen Erzählungen vor. Zernack war Herausgeber und Mitautor des Handbuchs der Geschichte Rußlands. Von 1986 bis 1990 war er Vorsitzender der Historischen Kommission zu Berlin, von 1993 bis 2000 Stellvertretender Vorsitzender des Wissenschaftlichen Beirates des Deutschen Historischen Instituts in Warschau.
Für seinen Beitrag zur deutsch-polnischen Versöhnung wurde er mit den Ehrendoktorwürden der Universitäten Posen (1989) und Warschau (1997) ausgezeichnet. Er war Ehrenmitglied der Posener Gesellschaft der Freunde der Wissenschaften. Ferner erhielt er im Jahre 2004 den Samuel-Bogumil-Linde-Preis der Städte Göttingen und Toruń sowie 2010 den DIALOG-Preis der Deutschen-Polnischen Gesellschaft Bundesverband. Er war seit 1994 Mitglied von Wissenschaftsakademien in Berlin, Posen, Krakau und Stockholm. Zernack war von 1974 bis 1994 Mitherausgeber der Jahrbücher für Geschichte Osteuropas und von 1983 bis 1995 Mitherausgeber des Jahrbuchs für die Geschichte Mittel- und Ostdeutschlands. Im Jahr 1991 wurde eine Aufsatzsammlung veröffentlicht, die zwölf von 1965 bis 1989 entstandene Beiträge sowie zwei bislang unveröffentlichte Arbeiten bündelt.

## Schriften (Auswahl)
- Studien zu den schwedisch-russischen Beziehungen in der 2. Hälfte des 17. Jahrhunderts (= Osteuropastudien der Hochschulen des Landes Hessen. Reihe 1: Gießener Abhandlungen zur Agrar- und Wirtschaftsforschung des europäischen Ostens. Band 7), Schmitz, Gießen 1958, ISSN 0078-6888.
- Die burgstädtischen Volksversammlungen bei den Ost- und Westslaven. Studien zur verfassungsgeschichtlichen Bedeutung des Veče (= Osteuropastudien der Hochschulen des Landes Hessen. Reihe 1: Gießener Abhandlungen zur Agrar- und Wirtschaftsforschung des europäischen Ostens. Band 33). Harrassowitz, Wiesbaden 1967 (Zugleich: Gießen, Universität, Habilitations-Schrift, 1964/1965).
- Osteuropa. Eine Einführung in seine Geschichte. Beck, München 1977, ISBN 3-406-06648-8.
- Vom Randstaat zur Hegemonialmacht (= Handbuch der Geschichte Russlands, Halbband 2). Hiersemann, Stuttgart 1986, ISBN 3-7772-0130-8.
- Preußen – Deutschland – Polen. Aufsätze zur Geschichte der deutsch-polnischen Beziehungen (= Historische Forschungen. Band 44). Duncker & Humblot, Berlin 1991, ISBN 3-428-07124-7.
- Nordosteuropa. Skizzen und Beiträge zu einer Geschichte der Ostseeländer. Verlag Nordostdeutsches Kulturwerk, Lüneburg 1993, ISBN 3-922296-67-X.
- Polen und Russland. Zwei Wege in der europäischen Geschichte (= Propyläen-Geschichte Europas. Erg.-Bd.). Propyläen-Verlag, Berlin 1994, ISBN 3-549-05471-8. In polnischer Sprache: Polska i Rosja. Dwie drogi w dziejach Europy (= Klio w Niemczech. Band 7). Przekład Andrzej Kopapcki. Wiedza Powszechna, Warschau 2000, ISBN 83-214-1212-2.